# قشرة جديدة
القشرة الجديدة (باللاتينية: Neocortex) أو القشرة الحديثة هي جزء من القشرة المخية و هي الطبقة الخارجية من نصف كرة المخ لدى الثديات بشكل عام. و تتكون لدى الأنسان من ست طبقات من الخلايا العصبية وهذه الطبقات مرقمة على حسب الأرقام اللاتينية من I إلى VI. و سميت بالقشرة الجديدة كونها في أعلى مراتب التطور في التصنيف العام. و تعقيد تركيبة الطبقات الست هو ما يميز الأنسان عن باقي الكائنات (فما يقارب ال90٪ من القشرة المخية تتبع نظام القشرة الجديدة المكون من 6 طبقات). بينما ال10٪ المتبقية تتكون من أقل من 6 طبقات وأغلبها - كما في الحصين - تتكون من ثلاث طبقات. وما يميز القشرة الجديدة أيضا قدرتها على تقسيم المهام بين مختلف مناطق المخ (فمثلاً هناك مناطق متخصصة بالحركة وأخرى بالإحساس).

## الوظيفة
تنشأ القشرة الجديدة (القشرة الحديثة) في المرحلة المضغية من حياة الجنين من القسم الظهري للدماغ الانتهائي، الذي يقع في الجزء الأمامي (المنقاري) من الدماغ الأمامي. تنقسم القشرة الجديدة إلى مناطق تحدّدها الدروز القحفية في الجمجمة فوقها، إلى الفصوص الجبهية والجدارية والصدغية والقفوية، التي تؤدي وظائف مختلفة. فمثلًا، يحتوي الفص القفوي على القشرة البصرية الأولية، ويحتوي الفص الصدغي على القشرة السمعية الأولية. الأقسام الفرعية مسؤولة عن عمليات معرفية أكثر تخصصًا. عند الإنسان، يحتوي الفص الجبهي على باحات مخصصة للقدرات المميزة أو الخاصة بالجنس البشري، فالمعالجة المعقدة للغة متوضعة في الباحة الأمامية الوحشية من القشرة أمام الجبهي أمام جبهي أي أمام الشق الجبهي وليست أمام الجبهية (باحة بروكا). عند الإنسان والرئيسيات الأخرى، تتوضع المعالجة العاطفية والاجتماعية في القشرة الجبهية الحجاجية.
للقشرة الجديدة دور مهم في النوم والذاكرة والتعلم. يبدو أن الذكريات الدلالية تخزن في القشرة الجديدة وتحديدًا في الباحة الأمامية الوحشية من الفص الصدغي. تشارك القشرة الجديدة أيضًا في الإشراط الاستثابي (الإجرائي)؛ فهي مسؤولة عن نقل المعلومات الحسية ومعلومات التخطيط للحركة إلى النوى القاعدية. لمعدل استثارة العصبونات في القشرة الجديدة تأثير على طور الموجات البطيئة خلال النوم. عندما تكون العصبونات في حالة راحة وبوضع مفرط الاستقطاب، تظهر فترة من التثبيط خلال التذبذب البطيء، تسمى الحالة المنخفضة. وحين تكون العصبونات في حالة نزع استقطاب (استثارة) وتطلق التنبيهات لفترات قصيرة وبتواتر مرتفع، تحدث فترة من الاستثارة خلال التذبذب البطيء، تسمى الحالة المرتفعة.

## الأهمية السريرية
تعطل الآفات التي تتطور في الأمراض العصبية التنكسية، مثل داء ألزهايمر، نقل المعلومات من القشرة الجديدة الحسية إلى القشرة الجديدة أمام الجبهي. يسهم هذا الخلل في المعلومات الحسية في ظهور أعراض مترقية تُشاهَد في الاضطرابات العصبية التنكسية مثل التغيرات في الشخصية والتراجع في القدرات المعرفية والعته (الخرف). تسبب الأذية في القشرة الجديدة في الباحة الأمامية الوحشية من الفص الصدغي الخرف الدلالي، وهو خسارة الذاكرة التي تخزن المعلومات الوقائعية (الذكريات الدلالية). يمكن إحداث هذه الأعراض من خلال تنبيه الباحة بالتحفيز المغناطيسي للدماغ. إذا بقي الضرر في هذه الباحة، لا يطور المرضى فقد ذاكرة تقدميًا ويمكنهم تذكر المعلومات العرضية.

## التطور
القشرة الجديدة هي الجزء الأحدث من القشرة المخية (ومن هنا جاءت تسميتها)؛ ويسمى الجزء الآخر من القشرة المخية القشرة العريقة (القشرة المتغايرة). يختلف التنظيم الخلوي في القشرة العريقة عن التركيب في القشرة الجديدة المكونة من ست طبقات خلوية. عند الإنسان، تشكل القشرة الجديدة 90% من القشرة المخية و76% من مجمل الدماغ.
كي يتمكن نوع ما من تطوير قشرة جديدة، يجب أن يتطور حجم الدماغ إلى درجة تسمح بدعم هذه القشرة. يؤثر حجم الجسم ومعدل الأيض الأساسي (معدل الاستقلاب القاعدي) وتاريخ الحياة على تطور حجم القشرة الجديدة والتطور المشترك في حجم الجماعة. تطورَ حجم القشرة الجديدة بسبب ازدياد الضغوط التي تطلبت المزيد من التعاون والتنافس عند الأسلاف الأوائل. مع ازدياد الحجم، زادت قدرة البشر على التحكم الإرادي بالسلوك الاجتماعي ما عزز التناغم الاجتماعي.
يبدو أن القشرة ذات الطبقات الست سمة مميزة للثدييات؛ وجدت في أدمغة كل الثدييات، ولا توجد عند حيوانات أخرى. يوجد جدل بخصوص التسمية المقابلة في الأنواع الأخرى. عند الطيور مثلًا، توجد أمثلة واضحة على عمليات معرفية من طبيعة العمليات التي تؤديها القشرة الجديدة رغم عدم وجود القشرة الجديدة المكونة من ست طبقات. وبشكل مشابه، توجد عند الزواحف، كالسلاحف، قشور حسية. لم يُتفق بعد على تسمية ثابتة بديلة.   

## طبقات القشرة الجديدة
- molecular layer I
- The external granular layer II: و تحتوي على خلايا هرمية صغيرة
- The external pyramidal layer III تحتوي على خلايا هرمية متوسطة الحجم وخلايا تربط بين الطبقات المختلفة
- The internal granular layer IV
- The internal pyramidal layer V و تحتوي على أكبر الخلايا الهرمية (خلايا بيتز في المنطقة الحركية الرئيسية)
- The multiform layer VI مسؤلة عن الأحساس ولها توصيلات مباشرة بالمهاد و لهذا تكون هذه الطبقة معدومة في المناطق الحركية

## أقسام الجهاز العصبي المركزي

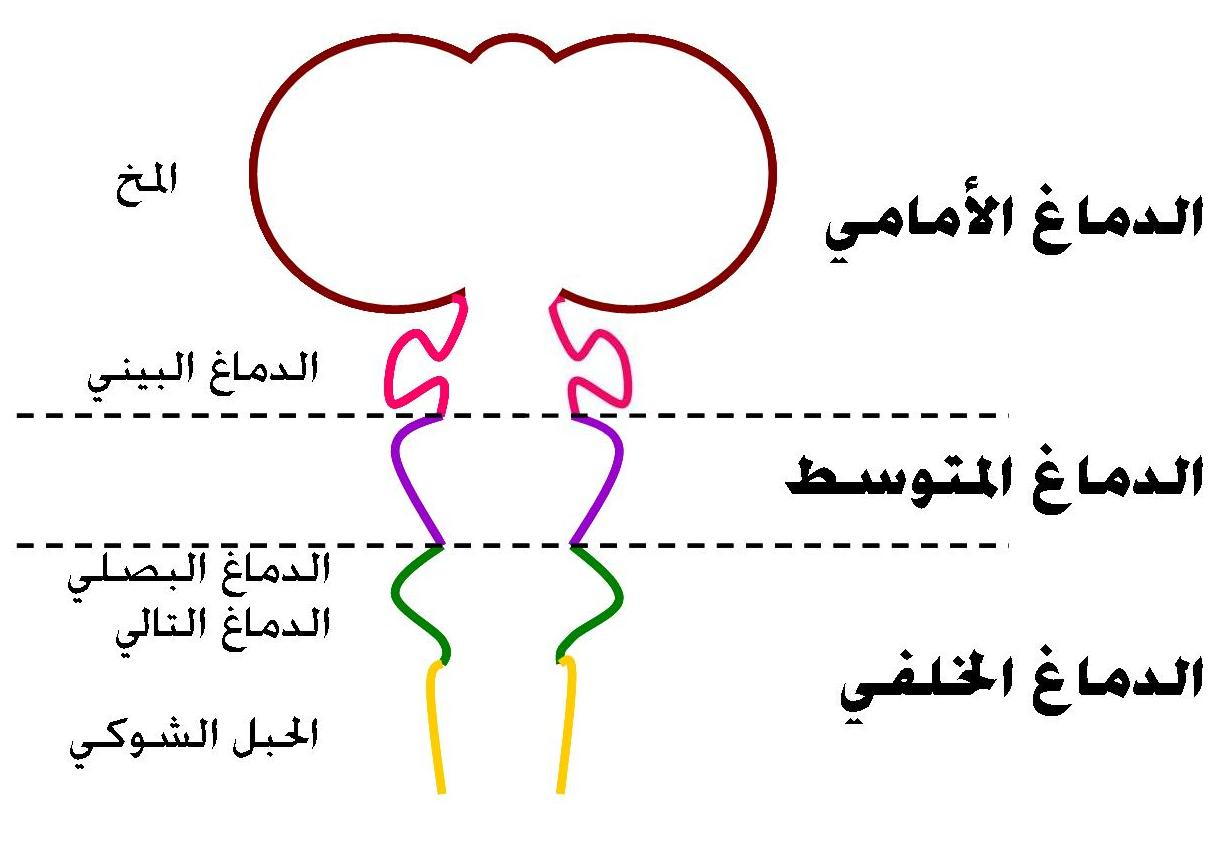
التكوين الجنيني للدماغ و يلاحظ الأقسام الرئيسية لدماغ الكائنات الفقارية

| جهاز عصبي مركزي | دماغ      | دماغ أمامي | الدماغ الانتهائي (المخ)                                                                  | دماغ شمي Rhinencephalon، أميغدالا = لوزة عصبية Amygdala، حصين، قشرة جديدة، بطينات جانبية                          | دماغ شمي Rhinencephalon، أميغدالا = لوزة عصبية Amygdala، حصين، قشرة جديدة، بطينات جانبية                          |
| جهاز عصبي مركزي | دماغ      | دماغ أمامي | دماغ بيني                                                                                | مهيد Epithalamus، مهاد ، الوطاء أو تحت المهاد , مهاد تحتاني Subthalamus، غدة نخامية ، غدة صنوبرية ، البطين الثالث | مهيد Epithalamus، مهاد ، الوطاء أو تحت المهاد , مهاد تحتاني Subthalamus، غدة نخامية ، غدة صنوبرية ، البطين الثالث |
| جهاز عصبي مركزي | دماغ      | دماغ متوسط | سقف (تشرح عصبي) Tectum، سويقة مخية Cerebral peduncle، برتيكتوم Pretectum، المسال الدماغي | سقف (تشرح عصبي) Tectum، سويقة مخية Cerebral peduncle، برتيكتوم Pretectum، المسال الدماغي                          | |
| جهاز عصبي مركزي | دماغ      | دماغ خلفي  | دماغ تالي                                                                                | المخيخ، الجسر | |
| جهاز عصبي مركزي | دماغ      | دماغ خلفي  | دماغ بصلي                                                                                | النخاع المستطيل                                                                                                   | |
| جهاز عصبي مركزي | نخاع شوكي |            |                                                                                          | | |